# Adult Film Association of America
De Adult Film Association of America, de AFAA, was de eerste Amerikaanse vereniging van pornofilmproducenten. De organisatie zette zich in tegen censuurwetgeving, probeerde de industrie te verdedigen tegen rechtszaken voor obsceniteit, en hield een jaarlijkse ceremonie waarbij een pornofilmprijs werd uitgereikt. 
De AFAA werd in 1969 opgericht in Kansas City, met Sam Chernoff als eerste voorzitter. Tussen 1976 en 1985 reikte het jaarlijks prijzen uit, en was gedurende een periode de belangrijkste prijs in dit gebied. In de latere jaren werd de ceremonie meer en meer beschuldigd van gebrek aan neutraliteit, wat leidde tot de oprichting van de X-Rated Critics Organization. De pornofilmprijs werd grotendeels vervangen door de AVN Awards.
Met het uitkomen van pornografie op video werd de naam gewijzigd naar Adult Film and Video Association of America (AFVAA). De rol van de organisatie als brancheorganisatie van de porno-industrie is overgenomen door de Free Speech Coalition, die in 1991 is opgezet en die de AFAA erkend als haar voorganger.  

## AFAA Awards
De prijs werd de "Critics Adult Film Award" genoemd en bestond uit een met goud beslagen rond icoon op een houten basis. 

### Best Actor
- 1976: Jamie Gillis (The Opening of Misty Beethoven)
- 1977: Jamie Gillis (A Coming of Angels)
- 1978: Aldo Ray (Sweet Savage)
- 1979: Jamie Gillis (The Ecstasy Girls)
- 1980: John Leslie (Talk Dirty To Me)
- 1981: John Leslie (Wicked Sensations)
- 1982: John Leslie (Talk Dirty To Me Part II)
- 1983: Paul Thomas (Virginia)
- 1984: John Leslie (gelijkspel; voor zowel Dixie Ray en Every Woman Has A Fantasy)
- 1985: Jerry Butler (Snake Eyes)

### Best Actress
- 1976: Jennifer Welles (Little Orphan Sammy)
- 1977: Georgina Spelvin (Desires Within Young Girls)
- 1978: Desireé Cousteau (Pretty Peaches)
- 1979: Samantha Fox (Jack 'N' Jill)
- 1980: Samantha Fox (Tramp)
- 1981: Georgina Spelvin (The Dancers)
- 1982: Veronica Hart (Roommates)
- 1983: Kelly Nichols (In Love)
- 1984: Rachel Ashley (Every Woman Has A Fantasy)
- 1985: Gloria Leonard (Taboo American Style (The Miniseries))

### Best Supporting Actor
- 1976: Carlos Tobalina (Tell Them Johnny Wadd Is Here)
- 1977: John Leslie (A Coming of Angels)
- 1978: Roger Caine (Bad Penny); John Seeman (Sweet Savage)
- 1979: Bobby Astyr (People)
- 1980: Richard Pacheco (Talk Dirty To Me)
- 1981: R. Bolla (Outlaw Ladies); Richard Pacheco (Nothing To Hide)
- 1982: Jamie Gillis (Roommates)
- 1983: Ron Jeremy (Suzie Superstar)
- 1984: Ron Jeremy (All The Way In)
- 1985: John Leslie (Taboo IV)

### Best Supporting Actress
- 1976: Georgina Spelvin (Ping Pong)
- 1977: Annette Haven (A Coming of Angels)
- 1978: Georgina Spelvin (Take Off)
- 1979: Georgina Spelvin (The Ecstasy Girls)
- 1980: Georgina Spelvin (Urban Cowgirls)
- 1981: Holly McCall (Nothing To Hide)
- 1982: Veronica Hart (Foxtrot)
- 1983: Kay Parker (Sweet Young Foxes)
- 1984: Chelsea Blake (Great Sexpectations)
- 1985: Lisa De Leeuw (Raw Talent)

### Best Director
- 1976: Henry Paris (The Opening of Misty Beethoven)
- 1977: Alex de Renzy (Baby Face)
- 1978: Armand Weston (Take Off)
- 1979: Henri Pachard (Babylon Pink)
- 1980: Tsanusdi (Urban Cowgirls)
- 1981: Anthony Spinelli (Nothing To Hide)
- 1982: Chuck Vincent (Roommates)
- 1983: Henri Pachard (The Devil In Miss Jones Part II)
- 1984: Anthony Spinelli (Dixie Ray)
- 1985: Henri Pachard (Taboo American Style)

### Best Film
- 1976	The Opening of Misty Beethoven
- 1977	Desires Within Young Girls
- 1978	Legend of Lady Blue
- 1979	Babylon Pink
- 1980	Talk Dirty to Me; Urban Cowgirls
- 1981	Nothing to Hide
- 1982	Roommates
- 1983	The Devil in Miss Jones, Part II
- 1984	Dixie Ray, Hollywood Star
- 1985	Taboo American Style 1: The Ruthless Beginning

### Best Screenplay
- 1976: The Opening of Misty Beethoven
- 1977: Desires Within Young Girls
- 1978: Legend of Lady Blue
- 1979: The Ecstasy Girls
- 1980: The Budding of Brie
- 1981: The Dancers
- 1982: Roommates
- 1983: In Love
- 1984: Dixie Ray, Hollywood Star
- 1985: Raw Talent

### Best Sex Scene
- 1983: Virginia (geen specifieke scene)
- 1984: Firestorm (de "Red Scene")
- 1985: New Wave Hookers; Passage Thru Pamela (gelijkspel)